# František Tomášek

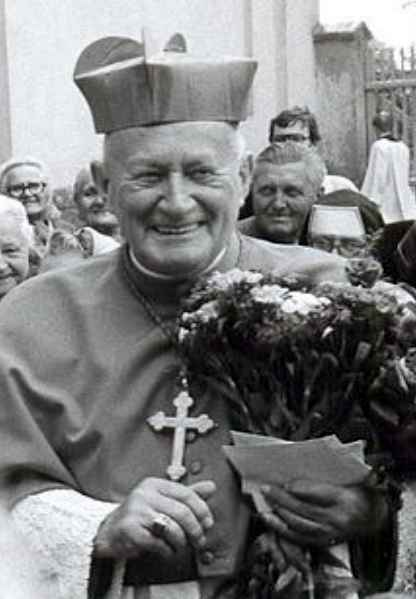
František Kardinal Tomášek

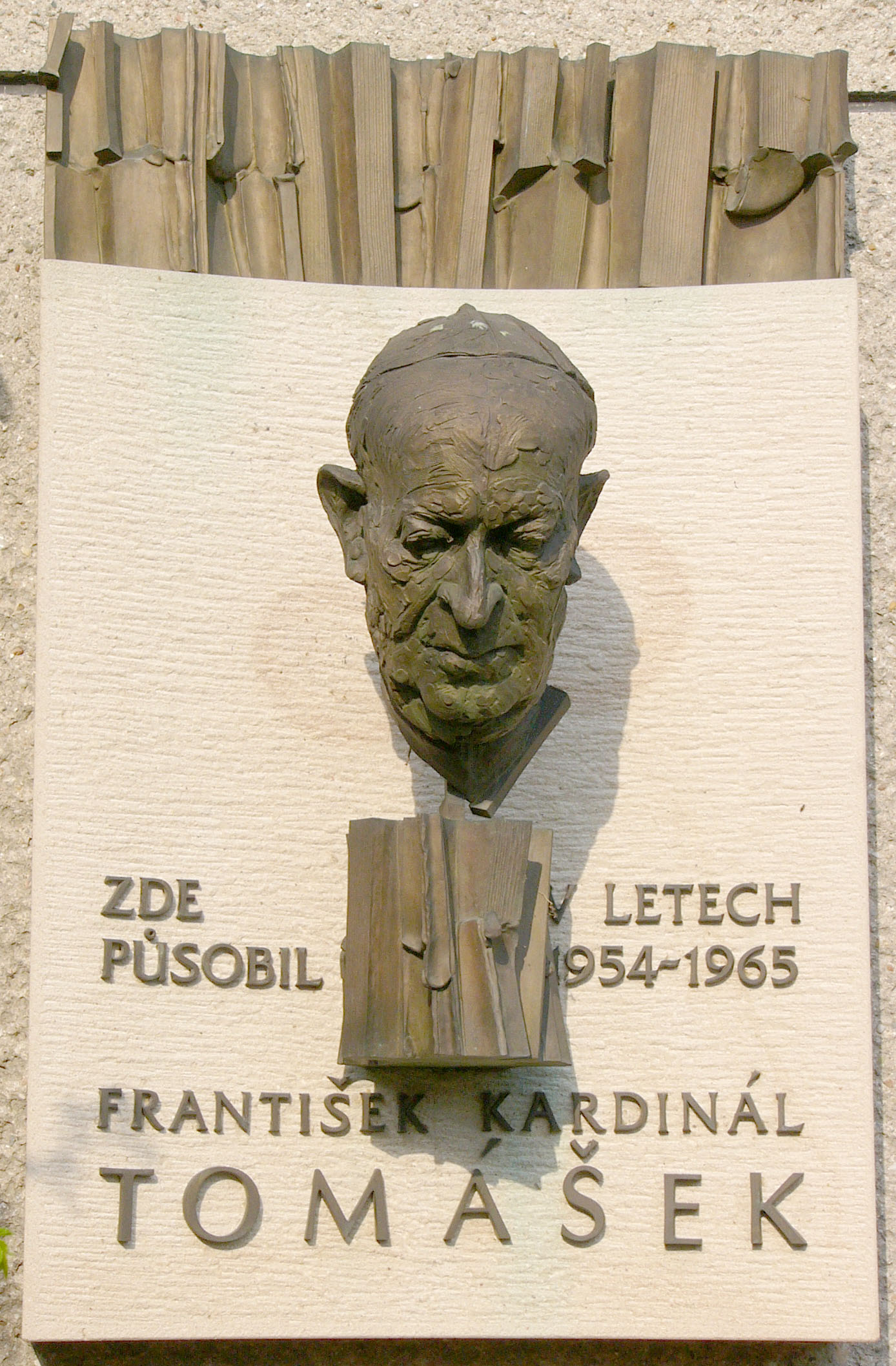
Gedenktafel für František Tomášek in Štěpánov bei Olmütz

 František Kardinal Tomášek  (* 30. Juni 1899 in Studénka, Mähren; † 4. August 1992 in Prag) war Weihbischof in Olmütz, Apostolischer Administrator und später Erzbischof von Prag.

## Leben

### Herkunft und Werdegang
František Tomášek entstammte einer kinderreichen Familie. Sein gleichnamiger Vater war Oberlehrer und Organist. Seine Mutter war Zdenka Tomášková geb. Vavrečková. Mit sieben Jahren wurde František Halbwaise, da der Vater 1906 starb.
Nach der Matura am Slawischen Gymnasium in Olmütz trat František Tomášek 1918 in das Olmützer Priesterseminar ein und studierte Katholische Theologie. Am 5. Juli 1922 empfing er durch den Olmützer Erzbischof Anton Cyril Stojan die Priesterweihe. Anschließend wirkte er als Gemeindeseelsorger und Religionslehrer. 1934 wurde er Assistent an der Theologischen Fakultät in Olmütz, wo er 1938 zum Dr. theol. promoviert wurde. Nach der Bildung des Reichsprotektorats Böhmen und Mähren wurden die tschechischen Hochschulen durch die deutsche Besatzungsmacht geschlossen. Dadurch konnte Tomášek die Hochschultätigkeit nicht weiter ausüben. Während des Zweiten Weltkriegs war er neben seelsorglichen Aufgaben wieder als Religionslehrer tätig.
Nachdem die Hochschulen nach Kriegsende ihren Betrieb wieder aufnehmen konnten, wurde Tomášek 1946 Dozent und 1947 Professor für Religionspädagogik an der Theologischen Fakultät in Olmütz. Wie alle Theologischen Fakultäten wurde sie nach der Machtübernahme der Tschechoslowakei 1948 durch die Kommunisten wieder geschlossen.

### Weihbischof in Olmütz
Nachdem Papst Pius XII. die Bischöfe der kommunistischen Länder aufgefordert hatte, für den Fall ihrer Verhaftung vorsorglich mögliche Bischofsnachfolger zu weihen, spendete ihm am 14. Oktober 1949 der Olmützer Bischof Josef Karel Matocha geheim die Bischofsweihe. Gleichzeitig ernannte ihn Papst Pius XII. zum Titularbischof von Butus.
Am 23. Juli 1951 wurde Tomášek von den kommunistischen Machthabern verhaftet und im staatlichen Internierungslager für Priester im von den Kommunisten geschlossenen Kloster Želiv gefangen gehalten. Während dieser Zeit musste er Zwangsarbeit in einem Steinbruch verrichten.
Nach dem Ende des Stalinismus und der anschließenden vorübergehenden politischen Liberalisierung wurde Tomášek am 28. April 1954 aus der Haft entlassen. Im Gegensatz zu vielen anderen Priesterkollegen wurde ihm erlaubt, als Pfarradministrator in Moravská Huzová seelsorglich tätig zu sein. Obwohl ihm staatlicherseits die Ausübung seiner bischöflichen Funktionen nicht gestattet war, durfte er 1962–1965 am Zweiten Vatikanischen Konzil teilnehmen. Während er offenbar von den staatlichen Behörden als politisch zuverlässig eingestuft wurde, galt er im Vatikan als zutiefst gläubiger und zuverlässiger Katholik. Zu seinen Konzilsbegleitern gehörten auch Spitzel der Staatssicherheit.

### Administrator von Prag
Nachdem Kardinal Josef Beran 1965 von einer Reise nach Rom nicht wieder nach Prag zurückkehren durfte, ernannte Papst Paul VI. František Tomášek zum Apostolischen Administrator des Erzbistums Prag. Dieses Amt behielt er auch nach Berans Tod 1969. In den 1970er Jahren soll er sich mit einer Unterschrift zur Zusammenarbeit mit den staatlichen Behörden verpflichtet haben. Eine konkrete Mitarbeit konnte ihm allerdings bis heute nicht nachgewiesen werden. Und auch die Tatsache, dass ihn der Papst am 24. Mai 1976 als Kardinal In pectore in das Kardinalskollegium aufnahm, spricht gegen eine Zusammenarbeit mit der Geheimpolizei. Die öffentliche Bekanntgabe der Kardinalsernennung erfolgte 1977. Seine Titelkirche war Santi Vitale, Valeria, Gervasio e Protasio.

### Erzbischof von Prag

Wappen von Kardinal Tomášek

Schließlich wurde František Tomášek im Alter von 78 Jahren am 30. Dezember 1977 zum Erzbischof von Prag ernannt. Da er sich für die demokratische Erneuerung und die Religionsfreiheit in der Tschechoslowakei einsetzte und die herrschenden Verhältnisse anprangerte, wurde er weiterhin in seiner Amtsausübung behindert und stand unter Beobachtung der Sicherheitsbehörden, die gleichzeitig versuchten, ihn für ihre Zwecke einzuspannen.
Anfang der 1980er Jahre forderte er die Priester auf, jede Zusammenarbeit mit den staatlich unterstützten, regimefreundlichen Priesterorganisationen abzulehnen. Außerdem warnte er vor der Lektüre der offiziellen katholischen Kirchenzeitung, die ebenfalls als Sprachrohr des Staates galt. Anfang 1988 überreichte er der Prager Regierung eine Petition, die von 600.000 Gläubigen unterzeichnet war, und mit der Verbesserungen im politischen und religiösen Leben gefordert wurden. Anlässlich des 20. Todestages von Jan Palach im Januar 1989 kritisierte Tomášek in einem offenen Brief das Vorgehen der Polizei gegen die Demonstranten. Schon vorher forderte er die Regierung auf, die Vorgaben der Menschenrechtserklärung der KSZE einzuhalten.
Große Verdienste erwarb sich Tomášek um die Heiligsprechung der hl. Agnes von Böhmen, die am 12. November 1989 erfolgte. Am 21. November 1989 rief er zur Unterstützung der Samtenen Revolution auf und stellte sich selbst unmissverständlich auf die Seite der Demonstranten.
Zu den positiven Höhepunkten seiner Amtszeit gehörte 1990 der Pastoralbesuch von Papst Johannes Paul II. in Tschechien. Im März 1991 trat der nunmehr 92-jährige Tomášek aus gesundheitlichen Gründen von seinem Amt zurück. Nach seinem Tod im Jahr darauf wurde er im Veitsdom bestattet.
1997 wurde ihm posthum der internationale Adalbert-Preis verliehen.